# Градско
Градско (мкд. Градско) је насеље у Северној Македонији, у средишњем делу државе. Градско је седиште и највеће насеље истоимене општине Градско.

## Географија
Градско је смештено у средишњем делу Северне Македоније. Од најближег већег града, Велеса, насеље је удаљено 28 km јужно, а од главног града Скопља 80 km јужно.
Рељеф: Насеље Градско се налази у историјској области Тиквеш. Село је положено у долини Вардара, који у овом делу гради пространу и плодну Тиквешку котлину. Западно од насеља уздиже се планина Клепа. Насеље је положено на приближно 160 метара надморске висине.
Клима: Месна клима је измењена континентална са значајним утицајем Егејског мора (жарка лета).
Воде: Село је положено са десне стране Вардара.

## Историја
Иако је подручје око Градског било насељено још од времена праисторије, само насеље је вековима било мало село без већег значаја. Прекретница је била изградња пруге између Београда и Солуна крајем 19. века, која је прошла непосредно источно од насеља. Ово је довело до развоја саобраћајног чворишта, па је насеље почело нагло напредовати и ширити се.
После Другог светског рата насеље се почело плански уређивати и постепено је добило обрисе варошице.

## Становништво
Градско је према последњем попису из 2002. године имало 2.219 становника. Ово је више него 10 пута више у односу на почетак 20. века.
Етнички састав:
| Националност | Укупно        |
| Македонци    | 1.920 (86,5%) |
| Бошњаци      | 215 (9,7%)    |
| Цигани       | 48 (2,2%)     |
| Срби         | 14 (0,6%)     |
| остали       | 22 (1,0%)     |

Верски састав: Претежна вероисповест месног становништва је православље, а мањинска ислам.